# 謝費里夫卡
48°58′54″N 27°36′49″E / 48.98167°N 27.61361°E
謝費里夫卡（烏克蘭語：Сеферівка），是烏克蘭的村落，位於該國西南部文尼察州，由日梅林卡區負責管轄，面積10.7平方公里，海拔高度300米，2001年人口348，人口密度每平方公里32.52人。